# Il mondo in tasca (romanzo)
Il mondo in tasca (The world in my pocket) è un romanzo giallo della tipologia hard boiled dello scrittore britannico James Hadley Chase, pubblicato nel 1959. In italiano è uscito nel 1960.

## Trama
Frank Morgan è un gangster che conta su tre complici: Bleck, Kitson e Gypo. Ha avuto da una giovane, Ginny, l'idea di assaltare un furgone portavalori, ma l'impresa è al limite del rischio, data la protezione tecnologica e umana che è stata apportata alla macchina. La posta ammonta a un milione di dollari ma, nonostante l'evidente ricco bottino, Gypo e Kitson non vorrebbero partecipare e vi sono pressoché costretti dal capo. Per finanziare l'impresa, la squadra ha bisogno di due macchine e di una roulotte da adattare per nasconderci il furgone rubato: una rapina condotta a regola d'arte in un ristorante di lusso permette di raccogliere il denaro e si può iniziare a mettere in pratica il piano maggiore.
Il furgone con il denaro deve passare per un sentiero chiuso alle altre vetture e i banditi lo aspettano all'uscita, simulando un incidente: Ginny è a terra insanguinata, mentre la sua auto brucia in un fosso vicino. Morgan e Bleck devono sorprendere l'autista e un agente accompagnatore, ma Bleck fallisce il colpo mortale, così Morgan è ferito piuttosto gravemente. Inoltre l'autista è bloccato nel furgone sigillato e potrebbe azionare l'allarme in ogni istante. L'uomo non riesce a muoversi, ma i criminali sentono che è ancora vivo e non possono finirlo. Nascosto il furgone all'interno della roulotte, Morgan, Gypo e Bleck si appiattiscono accanto ad esso, mentre Kitson e Ginny agganciano una Buick e portano il tutto a un campeggio.
Sopraggiunta la notte, la roulotte si apre e ne escono i tre, sfiniti. Gypo è in condizioni di collasso ma è l'unico che può forzare il furgone. A una prima apertura, l'autista intrappolato ha ancora la forza di sparare: freddato da Morgan, gli ha piazzato un proiettile mortale in pancia. Rimasti senza il loro capo, Bleck pensa che sarà lui a prendere le redini, ma Gypo gli si oppone e Bleck deve usare la minaccia delle armi per costringerlo a lavorare sul furgone. Dopo due giorni di tentativi, Gypo impazzisce e alla banda non resta che raggiungere l'alta montagna per tentare qualcosa che li renda padroni del denaro. Eppure un ragazzino di dieci anni, curiosando, ha sentito le liti nella roulotte e spedito alla polizia il numero della targa della Buick.
A questo punto anche Kitson, un ex pugile, vuole rinunciare a tutto e, per quanto porti i veicoli sul monte, capisce che sono braccati da esercito, polizia e aeroplani. Intanto Gypo ha tentato la fuga ed è fermato da Bleck che però, con gli spari, ha permesso ai cercatori di individuare la sua posizione e quella dei complici. Stretti da ogni lato, Kitson e Ginny vedono Gypo darsi la morte e, essendo nato tra loro un sentimento misto di apprezzamento e solidarietà, ritengono di seguire la stessa sorte: presisi per mano, saltano da un dirupo con la certezza di morire insieme.

## Opere derivate
Dal romanzo sono stati tratti gli adattamenti::
- 1961: Il mondo nella mia tasca (film, titolo originale: An einem Freitag um halb zwölf...), sceneggiatura di James Hadley Chase e regia di Alvin Rakoff[1][2];
- 1983: Mirazh (miniserie televisiva in tre episodi, titolo in russo: Мираж)[3].

## Edizioni in italiano
- James Hadley Chase, Il mondo in tasca, traduzione di Rossana de Michele, collana Il Giallo Mondadori n. 587, Milano, 1960
- James Hadley Chase, Il mondo in tasca, collana I Classici del Giallo Mondadori n. 26, Milano, 1968